# Coenotephria vogesiaria
Coenotephria vogesiaria är en fjärilsart som beskrevs av Peyer 1880. Coenotephria vogesiaria ingår i släktet Coenotephria och familjen mätare. Inga underarter finns listade i Catalogue of Life.